# 納羅福明斯克區

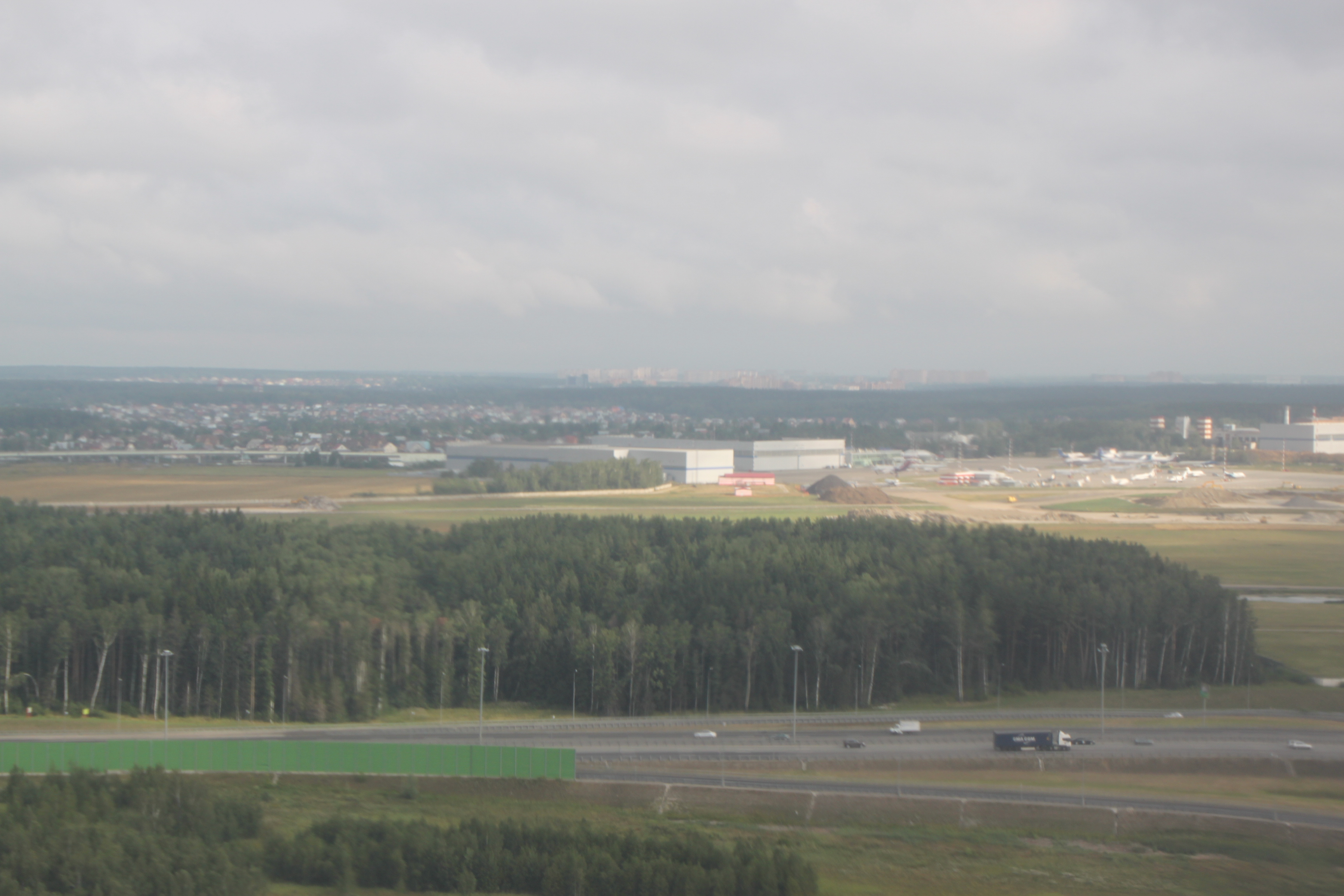

55°23′N 36°44′E / 55.383°N 36.733°E
納羅福明斯克區（俄语：Наро-Фоминский район），是俄羅斯的一個區，位於該國西部，由莫斯科州負責管轄，面積1,547.44平方公里，2010年人口189,763，人口密度每平方公里122.63人。